# Conjetura de Artin sobre raíces primitivas
En teoría de números, la conjetura de Artin sobre raíces primitivas expresa que dado un número entero a que no es un cuadrado perfecto y tampoco −1, es una raíz primitiva módulo de infinitos primos p. La conjetura también describe una densidad asintótica de esos primos. Esta densidad conjetural es igual a la constante de Artin o a un múltiplo racional de la misma.
La conjetura fue formulada por Emil Artin a Helmut Hasse el 27 de septiembre de 1927, según el diario de este último. A pesar de los importantes progresos realizados, la conjetura sigue sin estar resuelta. De hecho, todavía no existe ni un solo valor de a para el que la conjetura de Artin haya sido demostrada.

## Formulación
Sea a un entero que no es un cuadrado perfecto y tampoco −1. Escríbase a = a0b2 con a0 libre de cuadrados. Denote por S(a) el conjunto de números primos p tales que a sea una raíz primitiva módulo p. Entonces
1. S(a) tiene una densidad asintótica positiva dentro del conjunto de primos. En particular, S(a) es infinita.
2. Bajo las condiciones de que a no sea una potencia perfecta y de que a0 no sea congruente con 1 módulo 4, esta densidad es independiente de a y es igual a la constante de Artin que puede ser expresada como un producto infinito
{\displaystyle C_{\mathrm {Artin} }=\prod _{q\ \mathrm {primo} }\left(1-{\frac {1}{q(q-1)}}\right)=0.3739558136\ldots } (sucesión A005596 en OEIS).

Fórmulas de productos similares conjeturadas

existen para la densidad cuando a no satisface las condiciones anteriores. En esos casos, la densidad conjeturada es siempre un múltiplo racional de CArtin.

## Ejemplo
Por ejemplo, tómese a = 2. La conjetura afirma que el conjunto de los números primos p para los cuales 2 es una raíz primitiva tiene la densidad anteriormente citada CArtin. El conjunto de tales primos es (sucesión A001122 en OEIS)
S(2) = {3, 5, 11, 13, 19, 29, 37, 53, 59, 61, 67, 83, 101, 107, 131, 139, 149, 163, 173, 179, 181, 197, 211, 227, 269, 293, 317, 347, 349, 373, 379, 389, 419, 421, 443, 461, 467, 491,...}.
Este tiene 38 elementos más pequeños que 500 y hay 95 primos menores que 500. El radio (que tiende conjeturizadamente a CArtin) es 38/95 = 2/5 = 0.4.

## Intentos de demostración
En 1967, Hooley publicó una prueba condicional para la conjetura, asumiendo ciertos casos de la hipótesis generalizada de Riemann. En 1984, R. Gupta y M. Ram Murty mostraron incondicionalmente que la conjetura de Artin es cierta para infinitos a usando métodos de cribado. Roger Heath-Brown mejoró sus resultados y mostró incondicionalmente que hay, como mucho, dos números primos excepcionales a para los cuales la conjetura de Artin falla. Este resultado no es constructivo, en lo que se refiere a las excepciones. Por ejemplo, se sigue del teorema de Heath-Brown que uno de los primos 3, 5 o 7 es una raíz primitiva módulo p para infinitos p. Pero la demostración no proporciona una forma de calcular cual de ellos es.